# Ocean Eyes
Ocean Eyes är det andra studioalbumet av den amerikanska synthpopakten Owl City (enbart bestående av Adam Young). Utgivet den 14 juli 2009 på Universal Republic och producerat av Adam Young helt på egen hand. På albumet återfinns bland annat hitsingeln Fireflies.
Matthew Thiessen från rockbandet Relient K gästsjunger i flera av låtarna.

## Låtlista
Alla låtar är skrivna av Adam Young där inget annat anges.
1. "Cave In"   	 - 	4:02
2. "The Bird and the Worm" (Adam Young, Matthew Thiessen) - 3:27
3. "Hello Seattle"   	-  	2:47
4. "Umbrella Beach"   -	  	3:50
5. "The Saltwater Room" (med Breanne Düren) -	  	4:02
6. "Dental Care"   	 - 	3:11
7. "Meteor Shower"   	 - 	2:14
8. "On the Wing"   	 - 	5:01
9. "Fireflies"   	-  	3:48
10. "The Tip of the Iceberg"   	-  	3:23
11. "Vanilla Twilight"   	 - 	3:52
12. "Tidal Wave" (med Matthew Thiessen) 	(Adam Young, Matthew Thiessen) -	3:10

Bonusskiva till Deluxe Edition
1. "Hot Air Balloon"   	-  	3:35
2. "Butterfly Wings"   -	  	2:54
3. "Rugs from Me to You"   	-  	1:27
4. "Sunburn"   	  -	3:47
5. "Hello Seattle" (Remix) 	-  	5:53
6. "If My Heart Was a House"   -	  	4:06
7. "Strawberry Avalanche"   -	  	3:18